# PZInż 343
PZInż 343 – polski, kołowy ciągnik artyleryjski z czasów dwudziestolecia międzywojennego.
Prototyp ciągnika oznaczony jako PZInż 343 powstał na przełomie lat 1938-1939, jako mniejsza odmiana innego prototypowego ciągnika – PZInż 342. PZInż 343 był pojazdem kołowym o napędzie 4x4, o nośności 2100 kg oraz zdolności holowania w terenie doczepki o masie do 3000 kg. Planowano wprowadzenie go na wyposażenie Wojska Polskiego, gdzie miał być używany do holowania armat przeciwlotniczych kal. 40 mm oraz jako 2-tonowy, terenowy, samochód ciężarowy.
Prototyp wkrótce poddano intensywnym próbom. Przeprowadzono testy holowania armaty przeciwlotniczej kal. 40 mm, a następnie PZInż 343 porównano z dotychczasowym ciągnikiem tych armat – C2P. Do zalet nowego ciągnika należały: większa prędkość po drogach bitych i gruntowych, duża nośność użytkowa (dzięki czemu można było zrezygnować z dodatkowych przyczepek z amunicją), wyposażenie w linociąg oraz cichsza jazda. Natomiast do wad zaliczono gorsze zdolności terenowe od C2P oraz to, że ciągnik był zbyt duży i zbyt ciężki. Ostatecznie zdecydowano się, że nowy ciągnik nie będzie następcą, a jedynie uzupełnieniem dla C2P. Do 1 sierpnia 1939 roku powstały cztery próbne egzemplarze, zaś do 1 czerwca 1941 roku planowano wyprodukować 200 ciągników PZInż 343.